# Plesioneuron septempedale
Plesioneuron septempedale är en kärrbräkenväxtart som först beskrevs av Arthur Hugh Garfit Alston, och fick sitt nu gällande namn av Holtt. Plesioneuron septempedale ingår i släktet Plesioneuron och familjen Thelypteridaceae. Inga underarter finns listade.